# Gustavo Hemkemeier
Gustavo Alexandre Hemkemeier, plus couramment appelé Gustavo Hemkemeier, né le 19 juin 1997 à Toledo au Brésil, est un footballeur brésilien qui joue au poste de milieu offensif au FC Wiltz 71.

## Biographie

### Toledo EC (2018-2020)
Dès 2018, la carrière du joueur débute au sein du Toledo EC, au Brésil, après une formation au SC Internacional.

#### Prêt à l'EC Próspera (2018)
Dès sa première saison en professionnel, le joueur est prêté à l'EC Próspera.

#### Prêt au Brusque FC (2019)
L'année suivante, il est de nouveau prêté mais cette fois-ci au Brusque FC.

### FC Swift Hesperange (2022-2024)
il rejoint en 2022 le FC Swift Hesperange, alors en BGL Ligue.
Dès sa première saison, il remporte le titre de champion avec son nouveau club.

### FC Wiltz 71 (depuis 2024)
Après une saison difficile à la suite des blessures, le joueur décide de s'engager avec le FC Wiltz 71 en 2024.

## Palmarès
| FC Swift Hesperange (1) :                                                                     |
| --------------------------------------------------------------------------------------------- |
| - BGL Ligue - Champion : 2023 - Vice-champion : 2024 - Coupe du Luxembourg - Finaliste : 2024 |